# Erica silvatica
Erica silvatica är en ljungväxtart som först beskrevs av Adolf Engler, och fick sitt nu gällande namn av Henk Jaap Beentje. Erica silvatica ingår i släktet klockljungssläktet, och familjen ljungväxter. Inga underarter finns listade i Catalogue of Life.